# Varulita
La varulita és un mineral de la classe dels fosfats, que pertany al grup de l'al·luaudita. Rep el seu nom de la seva localitat tipus, Varuträsk, a Västerbotten, Suècia.

## Característiques
La varulita és un fosfat de fórmula química NaCaMn2+
3(PO₄)₃. Cristal·litza en el sistema monoclínic. La seva duresa a l'escala de Mohs és 5. Forma una sèrie de solució sòlida amb la hagendorfita, en la que part del manganès es reemplaça per ferro.
Segons la classificació de Nickel-Strunz, la varulita pertany a «08.AC: Fosfats, etc. sense anions addicionals, sense H₂O, amb cations de mida mitjana i gran» juntament amb els següents minerals: howardevansita, al·luaudita, arseniopleïta, caryinita, ferroal·luaudita, hagendorfita, johil·lerita, maghagendorfita, nickenichita, ferrohagendorfita, bradaczekita, yazganita, groatita, bobfergusonita, ferrowyl·lieïta, qingheiïta, rosemaryita, wyl·lieïta, ferrorosemaryita, qingheiïta-(Fe2+), manitobaïta, marićita, berzeliïta, manganberzeliïta, palenzonaïta, schäferita, brianita, vitusita-(Ce), olgita, barioolgita, whitlockita, estronciowhitlockita, merrillita, tuïta, ferromerrillita, bobdownsita, chladniïta, fil·lowita, johnsomervilleïta, galileiïta, stornesita-(Y), xenofil·lita, harrisonita, kosnarita, panethita, stanfieldita, ronneburgita, tillmannsita i filatovita.

## Formació i jaciments
Va ser descoberta a la localitat de Varuträsk, a Skellefteå, Västerbotten, Suècia. També ha estat descrita en altres indrets del planeta, però els jaciments on poden trobar-la són escassos.